# Fratelli Branca Distillerie
La Fratelli Branca Distillerie S.p.A. è un'azienda italiana operante nella produzione e distribuzione di bevande alcoliche fondata da Bernardino Branca nel 1845 a Milano.

## Storia

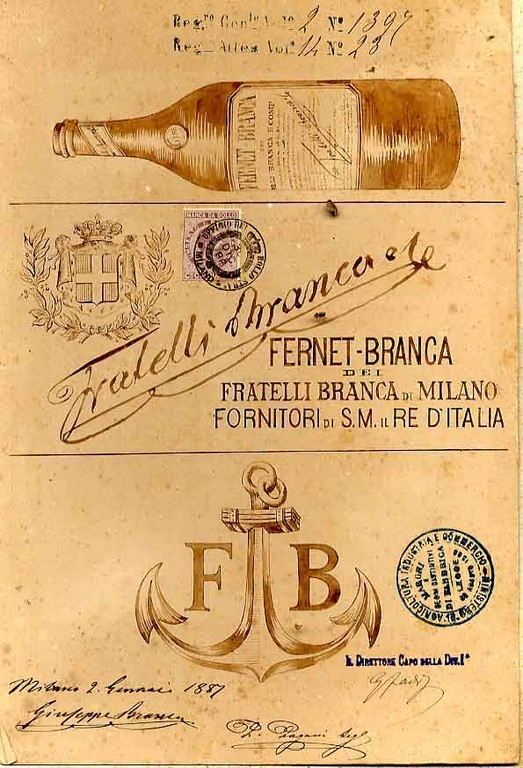
Marchio di fabbrica Fernet-Branca dei fratelli Branca di Milano, 1887

### Nascita dell'azienda
La fondazione dell'azienda si deve a Bernardino Branca (1802-1886), farmacista autodidatta, che mette a punto nel 1845 la ricetta di un amaro tonico a base di erbe officinali che inizia a produrre in un laboratorio in Porta Nuova a Milano e a commercializzare come rimedio medicamentoso con il nome di Fernet-Branca. La società in nome collettivo Fratelli Branca, avviata con modeste attrezzature e con le ridotte dimensioni permesse da un mercato limitato inizialmente al capoluogo lombardo e a poche altre città dell'Italia settentrionale, inizia a svilupparsi in coincidenza con il completarsi del processo di unificazione del Paese. Premiata con una medaglia d'oro all'Esposizione nazionale di Firenze nel 1861, l'azienda riesce ad affermarsi nel corso degli anni settanta dell'Ottocento – dopo analoghi riconoscimenti alle Esposizioni internazionali di Londra (1862), Parigi (1867) e Vienna (1873) – anche sui mercati europei e su quelli d'oltreoceano, in particolare in Paesi come gli Stati Uniti e l'Argentina, verso i quali s'indirizza in maniera prevalente l'emigrazione italiana.
Nel corso del decennio successivo il fondatore viene affiancato dai figli Luigi (1833-1886), Giuseppe (1837-1888) e Stefano (1843-1891), che si concentrano sul potenziamento della rete distributiva in Italia e all'estero. Alla scomparsa di Stefano Branca nel 1891, a distanza di pochissimi anni da quella del padre e dei fratelli, è la moglie Maria Branca Scala farsi carico della gestione di un'azienda che conta in quel momento una cinquantina di impiegati ed oltre 300 operai, e che viene premiata l'anno successivo dal Ministero dell'agricoltura e del commercio per essere fra le imprese maggiormente distintesi nell'esportazione. Nel 1905 viene registrato ufficialmente il marchio dell'azienda – un'aquila ad ali spiegate che artiglia una bottiglia con il mondo sottostante – destinato a durevole notorietà e ideato dal pittore Leopoldo Metlicovitz, esponente della corrente artistica del Liberty e uno dei padri del moderno cartellonismo pubblicitario italiano.

### Crescita e internazionalizzazione

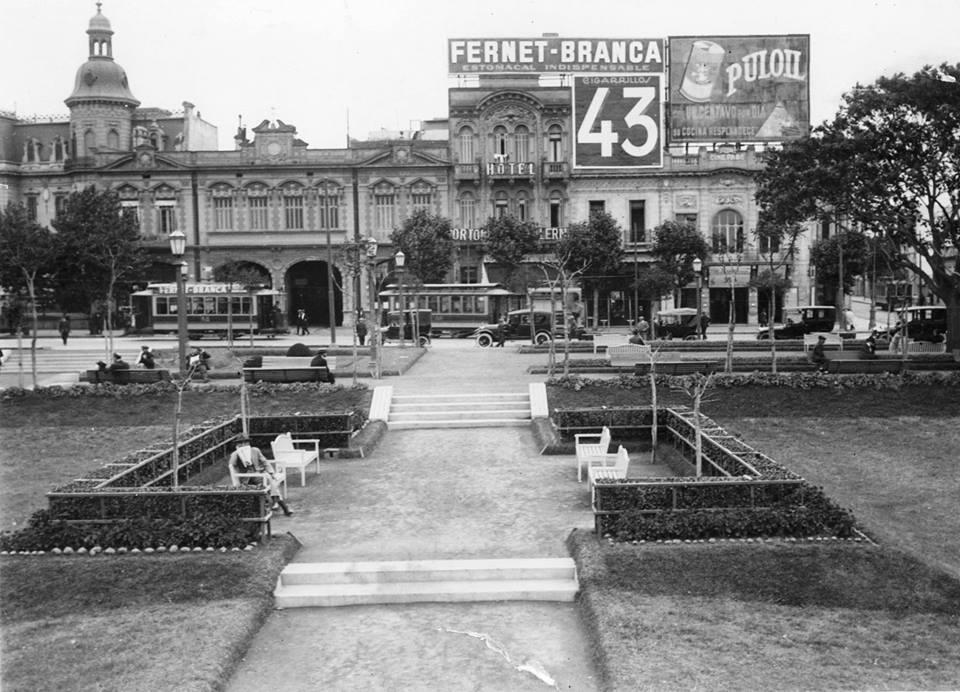
Buenos Aires, Plaza Italia nel 1924 con la pubblicità del Fernet Branca

Entrato in azienda in giovanissima età, Bernardino Branca (1886-1957), nipote dell'omonimo fondatore, nel giugno del 1917 assume ufficialmente la direzione della distilleria, che nel gennaio dell'anno successivo provvede a trasformare in società per azioni con un capitale di sei milioni di lire, aumentato pochi mesi dopo a quindici milioni. Negli anni seguenti mostra un notevole dinamismo imprenditoriale, avviando un radicale ammodernamento dello fabbrica di via Resegone – costruita ad inizio secolo per sostituire il piccolo stabilimento di Porta Nuova –, e investendo risorse cospicue nel miglioramento delle tecniche di lavorazione e nell'estensione della gamma di prodotto (fra gli altri entrano in produzione liquori quali Chartreuse, Tamarindo, Alchermes, Anisetta e Maraschino).
La presenza dell'azienda sul mercato internazionale viene sensibilmente rafforzata a partire dalla metà degli anni venti attraverso la costruzione all'estero di propri stabilimenti di produzione. Si tratta di una scelta utile per ridurre i costi di trasporto e distribuzione, ma che soprattutto permette di aggirare gli ostacoli che la diffusione di politiche economiche di tipo protezionista sta cominciando a frapporre alla penetrazione dei prodotti Branca. Nel 1926 viene completata la costruzione di uno stabilimento a Saint-Louis, in Alsazia, che viene destinato alla produzione di liquori per il mercato francese. Nello stesso anno viene concessa l'autorizzazione alla ditta Hofer & C. di Buenos Aires, concessionaria esclusiva per la vendita del Fernet in Sudamerica, di fabbricare il liquore in Argentina, avvalendosi dell'estratto spedito dall'Italia, mentre nel 1927 è la volta della Fratelli Branca Gesellschaft, a cui viene affidata la gestione di uno stabilimento a Stoccarda. La politica di espansione viene infine completata, nel 1932, con la costituzione della Società anonima Fratelli Branca distillerie di Chiasso (Svizzera) e, in particolare, della Fratelli Branca Inc. (USA), quest'ultima contestuale all'apertura di uno stabilimento a New York. Accanto a queste consociate continuano ad operare alcune filiali commerciali – Vienna, Praga, Valencia e Magonza – che concorrono in maniera non marginale al successo sui principali mercati esteri.
La precoce internazionalizzazione dell'azienda, che pure mantiene in gran parte i caratteri organizzativi di un'impresa a conduzione familiare, si rivela fondamentale soprattutto nel corso degli anni trenta quando, a dispetto della stagnazione economica e del crollo del commercio internazionale, vengono acquisite sempre più ampie quote di mercato in Europa e soprattutto in Sudamerica, dove nel 1940 viene rilevato dal precedente concessionario il sito produttivo di Buenos Aires. Sul mercato italiano invece, su impulso diretto di Bernardino Branca, viene ripresa ed estesa la politica di estensione e differenziazione della gamma di prodotto, che arriva ad includere alla fine del decennio oltre 400 articoli, fra cui spicca il Vieux Cognac Supérieur, che diventerà nel dopoguerra il Brandy Stravecchio Branca. Viene intensificato anche il ricorso a campagne pubblicitarie, fortemente caratterizzate dalla collaborazione di artisti e illustratori pubblicitari quali Leonetto Cappiello e il francese Jean d'Ylen.

### La seconda guerra mondiale e la ripresa postbellica
Lo scoppio del secondo conflitto mondiale pone l'azienda di fronte a problemi drammatici. Le difficoltà – in una prima fase avvertite soprattutto nel reperimento di alcune materie prime – si acuiscono in particolare dopo l'ingresso in guerra degli Stati Uniti nel 1941, e il conseguente sequestro della filiale di New York. Il blocco dei beni viene poco dopo esteso anche alla consociata di Buenos Aires, in seguito alla decisione dell'Argentina, che pure ha conservato la sua neutralità, di assumere il controllo delle filiali delle imprese tedesche e italiane operanti nel Paese. Privata dei suoi principali mercati esteri (nel 1935 la produzione del solo stabilimento argentino aveva superato quella della casa madre), la Branca è poi costretta ad interrompere l'attività nell'agosto del 1943, in seguito al bombardamento dello stabilimento milanese.
Nonostante i costi materiali della ricostruzione siano ingenti – al termine del conflitto risultano praticamente distrutti anche gli impianti francese e tedesco – la ripresa postbellica si rivela piuttosto rapida: la produzione per il mercato italiano ritorna sui livelli anteguerra nel 1948, mentre all'inizio degli anni cinquanta anche le unità produttive di Saint-Louis, Stoccarda e Chiasso rientrano in funzione a pieno ritmo e nuove sedi commerciali vengono aperte in Lussemburgo, Cecoslovacchia ed Egitto. La rinascita dell'azienda è accompagnata da un rinnovato impegno in campo pubblicitario, nell'ambito del quale alle forme tradizionali di comunicazione grafica viene affiancato il ricorso ai canali radiofonico e cinematografico.
Bernardino Branca nel 1955, due anni prima della sua morte, dà le dimissioni prima dalla carica di presidente e successivamente da quella di amministratore delegato, passando il testimone ai figli Stefano (1927), Pierluigi (1928-1999), Giuseppe (1931) e Carlo (1938-1998).
Il 4 giugno 2009 è stato inaugurato il museo Collezione Branca.

### Branca International
Fratelli Branca Distillerie fa capo, insieme a Branca Real Estate e Centro Studi Fratelli Branca, a Branca International, controllato dalla famiglia Branca di cui è Presidente e Amministratore delegato Niccolò Branca. Nel 2017 Branca International ha registrato ricavi per 364,6 milioni di euro in crescita del 12% rispetto al 2016. L'utile consolidato è lievemente migliorato anno su anno, da 67,2 a 68,8 milioni. Con investimenti per oltre 9 milioni finanziati grazie ai mezzi propri, Branca International ha registrato un miglioramento della liquidità netta, da 377 a 460 milioni.

## Prodotti e marchi Branca
- Fernet Branca
- Branca Menta
- Brandy Stravecchio
- Grappa Candolini
- Caffè Borghetti e sambuca Borghetti
- Punt e Mes
- Carpano bianco e classico (vermut)
- Carpano Antica Formula
- Vodka Sernova
- Prodotti a marchio Villa Branca (olio e vini)